# 喬·斯溫森
（1980年2月5日—），英國自民黨籍政治家。
2005年首度當選國會議員，是當時最年輕的議員，也是第一位生於1980年代的議員。2012年加入大衛·卡麥隆的聯合政府，至2015年丟失議席為止。她於2017年提前大選中取回議席，並於同年成為該黨副領袖，再於2019年7月獲黨員選為自民黨新領袖，是該黨首位女性黨魁，也是首位「八十後」英國主流政黨領袖。
然而在上任黨魁不足5個月後，她便以百多票之差再次在大選中將議席敗予蘇格蘭民族黨的候選人。由於黨規列明擔任黨魁者必須是國會議員，她遂在結果被宣布後隨即被免去黨魁職務。
她與丈夫鄧肯·哈姆斯育有兩子。丈夫亦曾擔任自民黨下議員，惟雙雙於2015年落選失業，哈姆斯此後亦未再參選議員。

## 外部連結
- 官方网站